# تشيستر راي بنجامين
تشيستر راي بنجامين (بالإنجليزية: Chester R. Benjamin) هو أخصائي فطريات أمريكي، ولد في 23 يناير 1923 في أوهايو في الولايات المتحدة، وتوفي في 20 أبريل 2002 في سيلفر سبرينغ في الولايات المتحدة.